# مقاطعة نويسيز (تكساس)
مقاطعة نويسيز (بالإنجليزية: Nueces  County)‏ هي إحدى المقاطعات في ولاية تكساس، الولايات المتحدة الأمريكية.

## أعلام
- راؤول توريس
- سيسيل بريور